# Kompania graniczna KOP „Orniany”
Kompania graniczna KOP „Orniany” – pododdział graniczny Korpusu Ochrony Pogranicza pełniący służbę ochronną na granicy polsko-litewskiej.

## Formowanie i zmiany organizacyjne
Na podstawie rozporządzenie Ministra Spraw Wewnętrznych nr 1099 ze stycznia 1926, w trzecim etapie organizacji Korpusu Ochrony Pogranicza, sformowano 21 batalion graniczny , a w jego składzie 1 kompanię graniczną KOP. W listopadzie 1936 kompania liczyła 2 oficerów, 9 podoficerów, 5 nadterminowych i 77 żołnierzy służby zasadniczej.
W 1939 1 kompania graniczna KOP „Orniany” podlegała dowódcy batalionu KOP „Niemenczyn”.

## Służba graniczna
Podstawową jednostką taktyczną Korpusu Ochrony Pogranicza przeznaczoną do pełnienia służby ochronnej był batalion graniczny. Odcinek batalionu dzielił się na pododcinki kompanii, a te z kolei na pododcinki strażnic, które były „zasadniczymi jednostkami pełniącymi służbę ochronną”, w sile półplutonu. Służba ochronna pełniona była systemem zmiennym, polegającym na stałym patrolowaniu strefy nadgranicznej i tyłowej, wystawianiu posterunków alarmowych, obserwacyjnych i kontrolnych stałych, patrolowaniu i organizowaniu zasadzek w miejscach rozpoznanych jako niebezpieczne, kontrolowaniu dokumentów i zatrzymywaniu osób podejrzanych, a także utrzymywaniu ścisłej łączności między oddziałami i władzami administracyjnymi. Miejscowość, w którym stacjonowała kompania graniczna, posiadała status garnizonu Korpusu Ochrony Pogranicza.
1 kompania graniczna „Orniany” w 1934 ochraniała odcinek granicy państwowej szerokości 30 kilometrów 940 metrów.
Sąsiednie kompanie graniczne:
- 2 kompania graniczna KOP „Szrubiszki” ⇔ 3 kompania graniczna KOP „Kołtyniany” – 1929[6], 1931[7] , 1932[8], 1934[9] i 1938[10]

## Struktura organizacyjna
Strażnice kompanii w 1929
- strażnica KOP „Unkszta”
- strażnica KOP „Jankuniszki”
- strażnica KOP „Oszaryno”
- strażnica KOP „Nikoje”
- strażnica KOP „Grzybiańce”
- strażnica KOP „Giryńce”
- strażnica KOP „Małdziuny”

Strażnice kompanii w latach 1931 – 1939 
- strażnica KOP „Jankuniszki”[c]
- strażnica KOP „Oszaryno”[d]
- strażnica KOP „Nikoje”[e]
- strażnica KOP „Grzybiańce”[f]
- strażnica KOP „Poszakinie”[g] (Poszakinia[11][10])

## Dowódcy kompanii
- kpt. Zygmunt Langman (był 31 VII 1928 − był 30 IV 1931)[13]
- kpt. Juliusz Fetkowski(1931 −)[13]
- kpt. Ludwik Waryński[h] (- 1939)